# Targonca

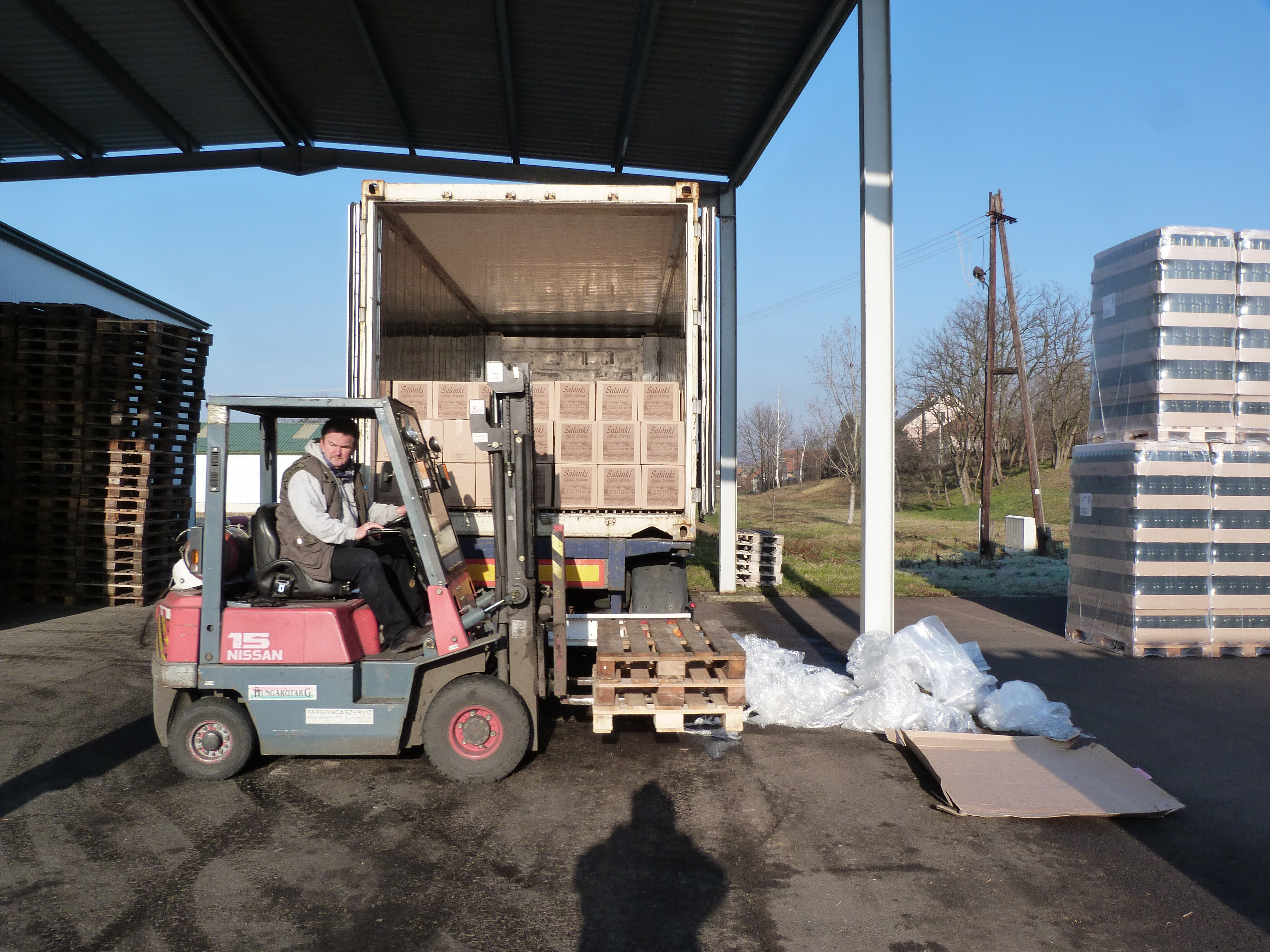
Targonca

A targoncát (kézi targoncát, lapos hordfelületű 1 - 2 kerekű kézikocsit, emelőteherautót, raktári magasra emelő berendezést vagy villás targoncát, villás targoncát oldalvillával) arra használják, hogy  anyagokat szállítson és emelje őket acélvillák segítségével. A meghajtó motor lehet gázolaj-, benzin- vagy autógáz-üzemű, vagy akár elektromos motor is hajthatja (akkumulátor vagy energiacella). Általában a mozgatott terheket raklapon tárolják.

## Eredete
A villás targoncákat különféle vállalatok fejlesztették ki az 1920-as években: Clark (ma ismert a Clark Material Handling Companyként) és a Yale vállalat.

## Típusok felépítmény szerint

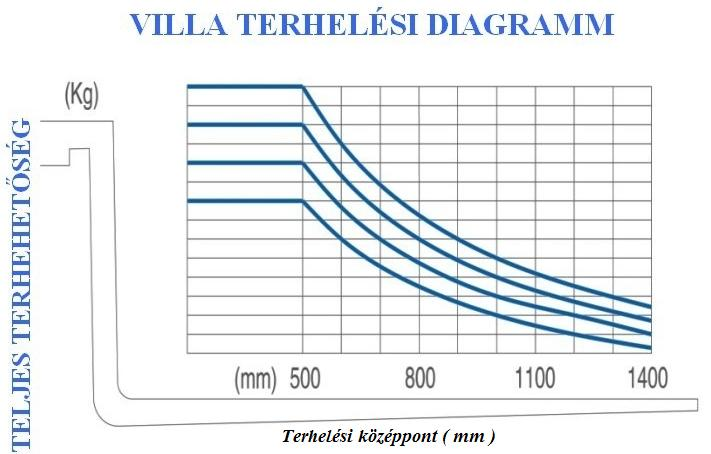
Villa terhelési diagram

- Villás targonca 1 tonnától, akár 50 tonnáig
- Vontató targonca
- Gyalog gyűjtő
- Fellépős gyűjtő
- Hatókörzet-targonca (kicsi villás targonca, amit általában keskeny folyosókra terveztek)
- Oldalvillával szerelt

## Típusok üzemanyag szerint
- Dízel
- Gázüzemű (cseppfolyós autógáz vagy földgáz)
- Elektromos hajtású (akkumulátoros vagy üzemanyagcellás)

## Speciális típusok
- Konténerkezelő targonca
- Nehézgép-szállító targonca
- Tekercskezelő targonca
- Blokk kezelő targonca
- Bányászati targonca
- Hulladékkezelő targoncák targonca
- Vasúti targonca
- Oldalra billenthető targonca

## Paramétertáblázat
Az egyik ilyen közös program a WITS (World Industrial Trucks Statistics)/ a VILÁG IPARITARGONCA-STATISZTIKÁJA/ amelyet minden hónapban publikálnak. A statisztikák területi részletezettségben, ország, járműosztály kategóriában  találhatóak. A statisztikák általánosak, és a kis gyártóktól származó termelési adatokat nem tartalmazzák, a benne lévő adatok és információk ennek ellenére mégis jelentősek. 
A társaságok közösen kialakítottak  egy osztályrendszert (Class System) egységes definíciókkal, amelyet minden gyártó etalonként fogad el.
| Paramétertípus                          | Dimenzió                       |
| Teherbírás                              | kg                             |
| Rakodási középpont                      | mm                             |
| Emelési magasság                        | mm                             |
| Torony dőlésszöge előre/hátra           | mm                             |
| Villa méret (hossz/szélesség/magasság)  | mm                             |
| Teljes méret (hossz/szélesség/magasság) | mm                             |
| Tengelytáv                              | mm                             |
| Nyomtáv (elöl/hátul)                    | mm                             |
| Keréktípus és -méret (elöl/hátul)       | (pl. fúvott, vagy tömör gumis) |
| Motortípus                              | típusjelzés                    |
| Motorteljesítmény                       | kW/rpm                         |
| Motor névleges nyomaték                 | Nm/rpm                         |
| Önsúly                                  | kg                             |

## Biztonságtechnika
Az ipari targoncák biztonságtechnikai felügyeletét majdnem minden országban külön nemzeti/kontinentális szervezet látja el.
Ebből  három jelentős
- Industrial Truck Association (Észak-Amerika)
- Fédération Européenne de la Manutention (Európa)
- Japan Industrial Vehicles Association (Japán)

A villás targoncákkal kapcsolatosan  többféle standard alakult ki . 
A legfontosabb standard az ANSI B56, amelynek alapja  az amerikai National Standards Institute-ból fejlődött ki (most ANSI). A sok évből álló tárgyalások után az Industrial Truck Standards Development Foundationnek (ITSDF -  nonprofit szervezet)  egyetlen célja a B56 érvényesítése és korszerűsítése.